# 大竹龍之助
大竹 龍之助（おおたけ りゅうのすけ、2002年2月6日 - ）は、愛知県出身の、日本の柔道選手。階級は81kg級。身長174cm。組み手は右組み。血液型はB型。得意技は大外刈。

## 経歴
柔道は7歳の時に半田少年柔道教室で始めた。大成中学3年の時には全国中学校柔道大会81kg級で3位、団体戦では決勝で国士舘中学に敗れて2位だった。大成高校2年の時には全日本カデで2位だったが、全国高校選手権では5位だった。3年の時には全日本カデで優勝するも、インターハイでは2回戦で敗れた。17歳以下の世界一を決める世界カデでは、決勝でウクライナの選手に反則勝ちして、高校の1年後輩となる60kg級の辻岡慶次に続いて優勝した。団体戦決勝のアゼルバイジャン戦では自らが出場する前にチームが優勝を決めたために出番はなかったが、準決勝まで一本勝ちしてチームの優勝に貢献した。2020年には日体大へ進学した。3年の時には全日本ジュニアで3位になった。その後階級を90㎏級に上げると、4年の時にはアジアオープン・台北でシニアの国際大会初優勝を飾った。
IJF世界ランキングは100ポイント獲得で163位（23/6/26現在）。

## 戦績
81㎏級での戦績
- 2016年 -　近代柔道杯　2位
- 2016年 -　全国中学校柔道大会　個人戦　3位　団体戦　2位
- 2016年 -　マルちゃん杯　5位
- 2018年 -　全日本カデ　2位
- 2019年 -　全国高校選手権　5位
- 2019年 -　全日本カデ　優勝
- 2019年 -　ポーランドカデ国際　3位
- 2019年 -　世界カデ　個人戦　優勝　団体戦　優勝
- 2022年 -　全日本ジュニア　3位

90㎏級での戦績
- 2023年 -　アジアオープン・台北　優勝

(出典、JudoInside.com)